# Alain Choo Choy
Alain Choo Choy (ur. 28 października 1968) – maurytyjski tenisista stołowy, olimpijczyk.
Wystąpił na Letnich Igrzyskach Olimpijskich 1988 w grze singlowej i deblowej. W eliminacjach singla zajął ostatnią pozycję w grupie C, przegrywając wszystkie siedem spotkań. Jedynego seta wygrał w pojedynku z Irakijczykiem Abdulem Wahabem Alim. Wraz z Gilanym Hosnanim wystartował także w deblu, w którym również zajęli ostatnie miejsce w swojej grupie eliminacyjnej (grupa C). Maurytyjscy tenisiści stołowi przegrali wszystkie sześć pojedynków, nie wygrywając przy tym żadnego seta.